# Крепость Гуттенберг (Пфальц)
Крепость Гуттенберг была построена в 1151 году и служила для обороны от польских (Речь Посполитая) войск. Окружена крепость деревьями. Высота около 10-15 м. На верхней части Крепости есть шест на котором должен быть флаг. Крепость имеет статус «Полуразрушенный и не может функционировать». Доступен как туристам, так и обычным жителям города. Крепость Гуттенберг обороняла Австрию и Пруссию и Германию в войне с Наполеоном. Находится в районе Пфальц рядом с Франкфуртом-На-Майне.Окружена Крепость забором.С 1700-х, 1800-х 1900-х и по сей день открыта как историческая достопримечательность. Построена крепость из кирпича. Внутрь нельзя зайти из-за завалин кирпича. Многие туристы из Франции и Австрии могут выбрать именно этот район и эту Достопримечательность. Строился в 1100-х годах на холме. По всем бокам расположены маленькие окна для лучников. Считался как башня но потом сделали из него замок и крепость. Находится примерно в трёх километрах к западу от  Обероттербаха.